# Земята на зомбитата: Двойна проверка
„Земята на зомбитата: Двойна проверка“ (на английски: Zombieland: Double Tap) е американска комедия за зомбита от 2019 г., режисиран от Рубен Флайшър със сценаристи Рет Рийс, Пол Уърник и Дейвид Калахам.
Продължение е на „Земята на зомбитата“ от 2009 г. Главните роли отново се изпълняват от Уди Харелсън, Джеси Айзенбърг, Ема Стоун и Абигейл Бреслин. Премиерата му е на 18 октомври 2019 г.

## Актьорски състав
| Актьор          | Роля                                                                         |
| --------------- | ---------------------------------------------------------------------------- |
| Уди Харелсън    | Талахаси – мъж, приятел на Колумб                                            |
| Джеси Айзенбърг | Колумб – мъж, който оцелява благодарение на строги правила, приятел Талахаси |
| Ема Стоун       | Уичита – момиче, което не иска да се омъжи за Колумб                         |
| Абигейл Бреслин | Литъл Рок – малката сестра на Уичита, бунтарка                               |
| Росарио Доусън  | Невада – собственичка на мотел                                               |
| Зоуи Дойч       | Медисън – глупава блондинка                                                  |
| Люк Уилсън      | Албакърки – приятел на Флагстаф, чиято личност отразява Талахаси             |
| Томас Мидълдич  | Флагстаф – приятел на Албакърки, чиято личност отразява Колумб               |
| Аван Джогия     | Бъркли – пацифист                                                            |

## Заснемане
Снимките започват на 21 януари 2019 г. и приключват на 15 март.